# Bohumil Kolář (redaktor)
Bohumil Kolář (9. listopadu 1939, Praha – 24. září 1995 Praha) byl český rozhlasový redaktor, reportér, publicista a dramaturg.

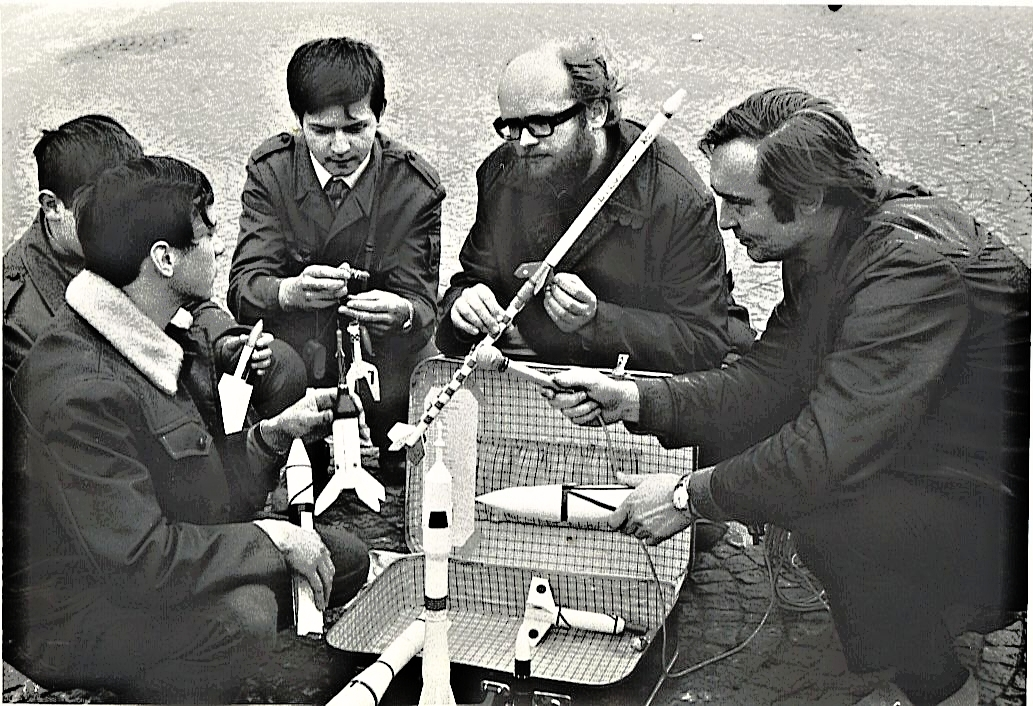
Bohumil Kolář (uprostřed), Oldřich Unger (vpravo) a tři členové raketových modelářů z Dobříše při natáčení pořadu Meteor v listopadu 1971. Archiv Oldřicha Ungera, foto Martin Pilný

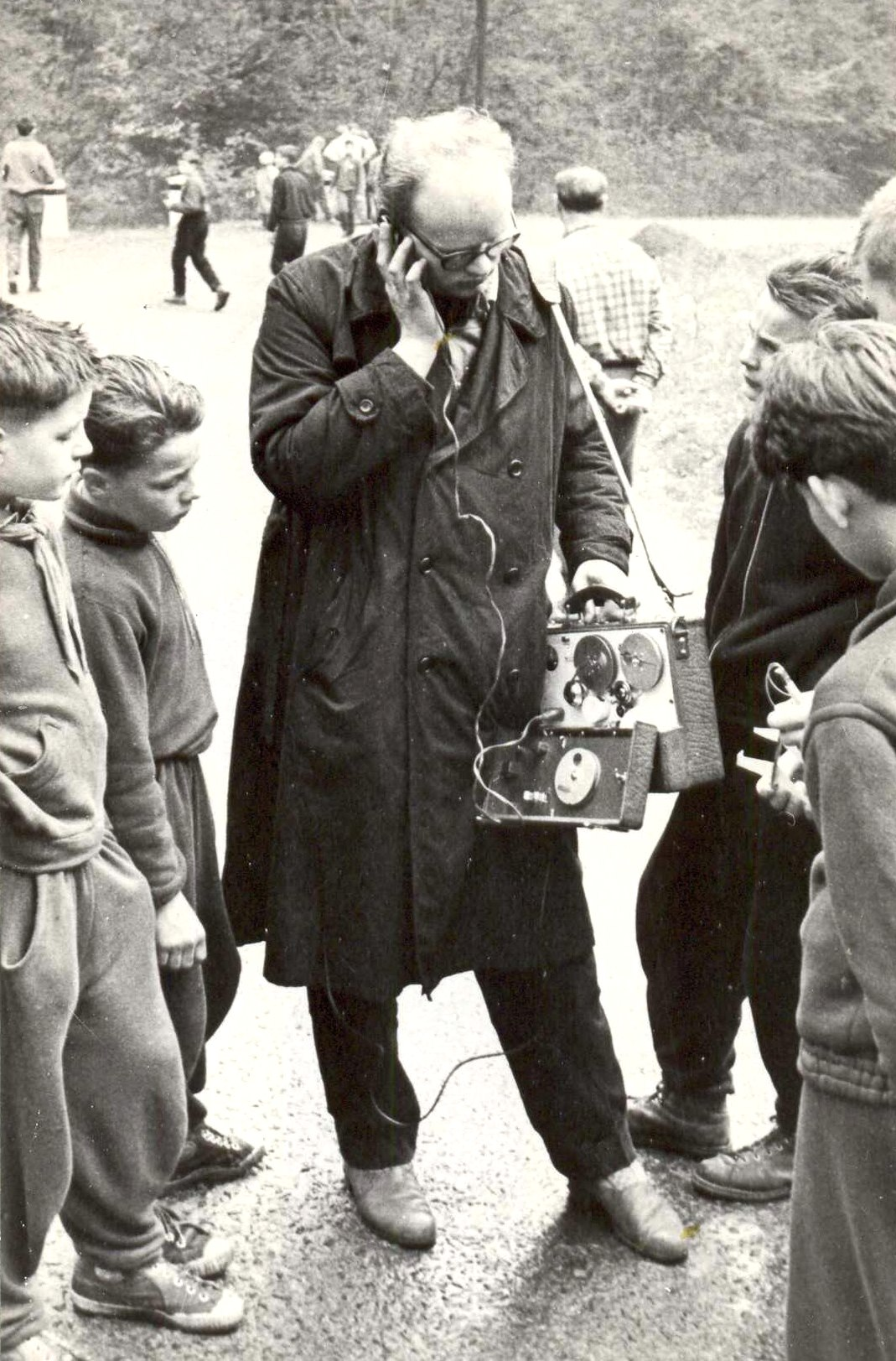
Sraz na Kunětické hoře, květen 1962

## Životopis
Bohumil Kolář nastoupil jako dvaadvacetiletý do redakce vědy a techniky po mládež Hlavní redakce pro děti a mládež (HRDM) Československého rozhlasu a jeho jméno bylo později úzce spjato s pořadem Meteor. Pracoval na něm intenzivně zhruba deset let v šedesátých až osmdesátých letech - zprvu s Oldřichem Ungrem a poté s Josefem Kleiblem.
K rozhlasu měl velmi blízko už od dětství, když se ve svých osmi letech stal členem rozhlasového Dismanova souboru. Několikaletá intenzivní činnost v něm, rovněž práce s mluveným slovem a celková výchova uměním, kterou v souboru zažil, vedla nejen ke kultivaci jeho osobnosti, ale také k tomu, že tento způsob ovlivňování osobnostního růstu dětí ho pak inspiroval po celý život. Již jako starší chlapec získal v souboru pověst schopného vedoucího dětí, „který to s nimi umí a má nápady“.
Po maturitě na jedenáctileté střední škole nejprve pracoval v Ústředním ústavu geologickém (od roku 1956) a odtud na základě konkurzního řízení přešel (1. března 1962) jako redaktor do redakce vědy a techniky pro mládež. Fakultu sociálních věd a publicistiky UK vystudoval při zaměstnání.
Od roku 1962 spolu s dalšími rozhlasovými redaktory (Milan Bauman a Jiří Hromádko) spolupracoval s oblíbeným časopisem ABC mladých techniků a přírodovědců (tzv. Abíčkem), kde pomáhal vést dětské raketové posádky.

## Rozhlasové pořady
V redakci dostal zpočátku na starost vysílání pro mladší školní děti. Připravoval pro ně populárně naučné pořady, psal pásma, natáčel besedy i rozhovory, vymýšlel hádanky, hry i příběhy. Plně a s velkým ohlasem využil svých znalostí dětské mentality ve zcela novém typu pořadu, který se jmenoval Otazník pro tebe. Řešily se v něm základní etické problémy, jako jsou třeba pravdomluvnost, vztah ke slabšímu, poctivost nebo kamarádství. Děti v pořadu nejprve sehrály nějakou zčásti improvizovanou věrohodnou scénku. Po ní zazněly otázky: Jak bys to řešil ty? Kdo měl pravdu? V další části následovaly reportážní záběry ze školy, různé reakce a názory dětí.
Vysílání mělo na školách velký ohlas. Ceněny byly dále zejména jeho seriály Hraj si, tu máš kohouta a Ten člověk je blázen! o vynálezcích nepochopených dobou, v níž žili. Později se podílel i již na zmíněném Meteoru, jednom z nejúspěšnějších rozhlasových pořadů všech dob. Od počátku ho téměř pět let redigoval jeho starší kolega Oldřich Unger. Posléze se většinou ve dvojici s ním až do 5. května 1973 výborně uplatňoval mimořádně nápaditý Bohumil Kolář. Jeho doménou byly hlavně psané texty, pásma, dramatizace i průvodní slovo, ale stejně dobře zvládal také reportáže.
Na začátku období normalizace, po vynuceném odchodu Oldřicha Ungra z ČsRo, pak ještě zhruba pět let připravoval Meteor se svým bývalým šéfem, tehdy už řadovým redaktorem dr. Josefem Kleiblem. Rád na tu dobu vzpomínal: „Za svůj zlatý věk považuji deset let práce v Meteoru. Dobře pět stovek pořadů. Při nich se ve mně formovalo pojetí rádia coby klubu tvůrců a posluchačů.“

## Aktivity a vedoucí funkce
Od 1. února 1976 převzal funkci vedoucího redaktora vysílání pro školy, ale Meteoru se zcela nevzdal. Tehdy se však již zabýval hlavně organizací a přípravou programů pro školy i mimoškolním výchovně vzdělávacím programem pro děti a mládež. V tomto roce vyšla také kniha, o jejíž autorství se dělil s Oldřichem Ungrem, Explorers of the Deep (London, Hamlyn 1976). O rok později byla vydána i ve francouzštině a němčině. Vznikla na základě cyklu o hlubinách oceánu, který spolu napsali pro Malou rozhlasovou encyklopedii redakce A–Zet (1968). Počínaje 1. listopadem 1978 řídil redakci výchovy a vzdělávání, v níž se realizoval program Škola hrou doplňovaný průvodními tištěnými materiály.
Kolář se v té době uplatnil jako tvůrce výchovně orientovaných her pro mladší děti; hry je měly vést k různým smysluplným aktivitám: pořady Otvírání studánek byly zaměřené na ochranu životního prostředí; zdravotní osvětě a první pomoci se věnoval cyklus ABC malých doktorů; desetidílný kurz Zlatá zebra se orientoval na bezpečnost silničního provozu. Kromě toho dokázal stále přispívat i do Meteoru.
Později byl jmenován do funkce zástupce šéfredaktora (1. ledna 1985) a téhož roku v říjnu se stal šéfredaktorem HRDM. Vyšší řídící funkce ho však zřejmě neuspokojovala. Rozhodně ji nevykonával k plné spokojenosti vedení Čs. rozhlasu – svědčí o tom důtka ústředního ředitele udělená počátkem roku 1988. Radost mu přinášela především tvůrčí práce pro děti a také natáčení s nimi v jejich přirozeném prostředí. Stal se hlavním iniciátorem a autorem každodenně vysílaných a velmi oblíbených pořadů Domino, později večerního vysílání pro děti Rádio na polštář. Znělka Domina – rozhlasového klubu dětí - se poprvé ozvala na vlnách ČRo 2 Praha 4. ledna 1982. Denně od pondělka do pátku měly děti své hodinové bloky s příspěvky publicistickými, výchovně vzdělávacími i hudebními. Pořad si získal velkou oblibu také u starších a dospělých posluchačů. Bývalo jich ve všech věkových skupinách až milion. Organizovaly se i různé akce: například Kufrování s Dominem (poprvé 1983); v něm mezi sebou soutěžila města o to, které vyšle na tratě víc orientačních běžců, jejichž účast se pohybovala v tisících. Oblíbená byla i Kuličkiáda. Podoba Rádia na polštář, jakou znaly děti od roku 1982, zanikla v roce 1997. Domino žije dodnes.
Bohumil Kolář se podílel také na založení česko-slovenské stanice EM, celostátního programového okruhu pro mladé posluchače ve věku 15 až 25 let, která začala vysílat od 4. září 1989. Základem bylo živé vysílání, diskusní kluby, kontaktní pořady; okruh EM měl být zdrojem zábavy i poučení o politice, ekonomice a kultuře; většinu vysílání tvořila hudba. Stanice zanikla koncem prosince 1990.
V pololetí téhož roku byl Kolář povolán do funkce zástupce šéfredaktora HRDM a dramaturga okruhu Regina. Od 2. ledna 1991 začala tato společná stanice regionálních studií vysílat. Iniciátorem jejího vzniku a tvůrcem její koncepce byl Bohumil Kolář. Ve svém programu uváděla Regina denně také „jeho“ Rádio na polštář“. Zrušena byla koncem května 1993.
Již v září 1991 je Kolář znovu převeden jinam, tentokrát do dramaturgie vysílacích okruhů, kde má vytvořit nové vysílací schéma ČRo 2 Praha. O rok později se stává zástupcem šéfredaktora Prahy (Ivana Rösslera) a dramaturgem jejích publicistických pořadů. Inicioval zde vznik významného vzdělávacího cyklu, Toulek českou minulostí. Tento cyklus, vysílaný od 2. dubna 1995, je velmi oblíbený a dlouhodobě se řadí k nejúspěšnějším pořadům ČRo.
Kolář zemřel po mozkové mrtvici po dlouhém a beznadějném bezvědomí 24. září 1995.

## Další novinářská a literární činnost
Bohumil Kolář a dr. Jiří Hromádko, jsou (pod pseudonymem J. B. Kamil) literárními autory komiksu Modrá pětka, který vycházel na pokračování od roku 1971 do roku 1989 v časopise Pionýrská stezka. Modrá pětka vyšla i v knižní podobě. Její rozhlasové zpracování uvádělo posléze na pokračování i Domino (ČRo 2 – Praha, červen 2007, srpen 2009, červen 2010).
Audioknihy: Kolář, B., Holeček, I., Pellar, R., Nos, P., Prager, J.: Robinson Crusoe & Pepa Pátek, aneb anglicky s Pepou Nosem, písničkou a dobrodružstvím. Praha, Český rozhlas 1992; Nepil, F., Kolář, B., Kosek, L.: Lipová alej: nedělní setkání s F. Nepilem, poslední čtení Františka Nepila z jeho knihy. Praha, Český rozhlas 1997. (V roce 1995 načetl Nepil své fejetony z Lipové aleje znovu do pořadu Bohumila Koláře a Leoše Koska).